# Conflito franco-marfinense de 2004
O conflito franco-marfinense de 2004 foi um conflito armado ocorrido entre a França e a Costa do Marfim em 2004. Em 6 de novembro de 2004, os marfinenses lançaram um ataque aéreo contra as forças de paz francesas na parte norte da Costa do Marfim, que estavam estacionadas ali como parte da Operação Unicórnio (Opération Licorne), uma operação militar francesa em apoio à Operação das Nações Unidas na Costa do Marfim (UNOCI). As forças militares francesas, posteriormente, entraram em confronto com tropas da Costa do Marfim e multidões leais ao governo, o que resultaria na destruição de toda a força aérea marfinense. Esses incidentes foram seguidos por protestos maciços anti-franceses na Costa do Marfim.